# Tankorepić
Tankorepić (lat. Parapholis), rod jednogodišnjeg bilja iz porodice trava (podtribus Parapholiinae). pripada mu 7 vrsta raširenih od Europe na istok do Indije.
U Hrvatskoj raste 5 vrsta, od kojih je jedna pripisana rodu Hainardia, što je samo sinonim za Parapholis. 

## Vrste
1. Parapholis cylindrica (Willd.) Romero Zarco, valjkasta tankorepka ili valjkasti tankorepić[4]
2. Parapholis filiformis (Roth) C.E.Hubb., končasti tankorepić
3. Parapholis gracilis Bor
4. Parapholis incurva (L.) C.E.Hubb., svinuti tankorepić
5. Parapholis marginata Runemark, rubasti tankorepić
6. Parapholis pycnantha (Hack.) C.E.Hubb.
7. Parapholis strigosa (Dumort.) C.E.Hubb., kratodlakavi tankorepić
8. Parapholis ×pauneroae (Castrov.) Romero Zarco

## Sinonimi
- Lepidurus Janch.; Wiener Bot. Zeitschr. 93: 85 (1944)
- Hainardia Greuter; Boissiera 13: 178 (1967)
- xHainardiopholis Castrov.; An. Inst. Bot. A. J. Cavanilles 36: 238 (1979 publ. 1980)